# Jingyan
Jingyan, tidigare stavat Tsingyüan, är ett härad som lyder under Leshans stad på prefekturnivå i Sichuan-provinsen i sydvästra Kina.